# Lelio Basso
Lelio Basso (Varazze, 25 de desembre de 1903 - Roma, 16 desembre de 1978) va ser un advocat i home polític socialista italià, fundador del Tribunal Permanent dels Pobles.

## Biografia
Lelio Basso va néixer a Varazze, a la província de Savona, a Ligúria (Itàlia). Militant socialista, va participar en la lluita contra la dictadura feixista, i per això va ser empresonat. El 1946, va ser triat diputat del PSI a l'Assemblea Constituent. El 1964, va ser un dels fundadors del Partit Socialista Italià d'Unitat Proletària, PSIUP).
Periodista i autor de diverses obres teòriques, també va traduir a l'italià diversos textos de Rosa Luxemburg. A més, va participar en el Tribunal Russell, i a iniciativa seva, el 1979 es va fundar el Tribunal Permanent dels Pobles.

## Obra
- Due totalitarismi: fascismo e democrazia cristiana (1951);
- Il Partito socialista italiano (1956);
- Il principe senza scettro (1958, reimpressió 1998);
- Da Stalin a Krusciov (1962)
- Introduzione e cura di R. Luxemburg, Scritti politici (1967, reimpressions: 1970, 1976);
- Neocapitalismo e sinistra europea (1969);
- Introduzione e cura di R. Luxemburg, Lettere alla famiglia Kautsky (1971);
- Introduzione e cura di Stato e crisi delle istituzioni (1978);
- Socialismo e rivoluzione (1980);
- Scritti sul cristianesimo (1983).